# Colonia Santa Rosa
Colonia Santa Rosa – miasto w Argentynie, w prowincji Corrientes, w departamencie Concepción.
Według danych szacunkowych na rok 2010 miejscowość liczyła 7 143 mieszkańców.